# Gösslunda socken
Gösslunda socken i Västergötland ingick i Kållands härad, uppgick 1969 i Lidköpings stad och området ingår sedan 1971 i Lidköpings kommun och motsvarar från 2016 Gösslunda distrikt.
Socknens areal är 19,73 kvadratkilometer varav 19,72 land. År 2000 fanns här 3 502 invånare. En del av tätorten Lidköping samt sockenkyrkan Gösslunda kyrka ligger i socknen.

## Administrativ historik
Socknen har medeltida ursprung. 
Vid kommunreformen 1862 övergick socknens ansvar för de kyrkliga frågorna till Gösslunda församling och för de borgerliga frågorna bildades Gösslunda landskommun. Landskommunen uppgick 1952 i Norra Kållands landskommun som 1969 uppgick i Lidköpings stad som 1971 ombildades till Lidköpings kommun. Församlingen uppgick 2002 i Sunnersbergs församling.
1 januari 2016 inrättades distriktet Gösslunda, med samma omfattning som församlingen hade 1999/2000.  
Socknen har tillhört län, fögderier, tingslag och domsagor enligt vad som beskrivs i artikeln Kållands härad. De indelta soldaterna tillhörde Västgöta-Dals regemente, Kållands kompani.

## Geografi
Gösslunda socken ligger norr om Lidköping på sydöstra Kålland med Vänern och Kinneviken i öster. Socknen är en slättbygd med skog på höjder.

## Fornlämningar
Från järnåldern finns sex gravfält. Tre runristningar är funna.

## Namnet
Namnet skrevs 1367 Gythisludhä och kommer från kyrkbyn. Efterleden är lund. Förleden kan innehålla mansnamnet Gydhir.
Förr har namnet även skrivits Jösslunda socken.